# Cesare Zanolini

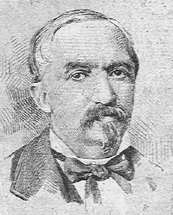
Cesare Zanolini

Cesare Zanolini (* 13. April 1823 in Bologna; † 30. Juli 1902 in Rom) war ein Offizier des Königlichen Heeres (Regio Esercito) und Politiker im Königreich Italien, der unter anderem zwischen 1872 und 1892 Mitglied der Abgeordnetenkammer (Camera dei deputati) sowie von 1892 bis zu seinem Tode 1902 Mitglied des Senats (Senato del Regno) war.

## Leben
Cesare Zanolini war der Sohn des Politikers Antonio Zanolini, der später ebenfalls Mitglied der Abgeordnetenkammer und Senator war, und dessen Ehefrau Caterina Aldini. Er wanderte zunächst ins Ausland aus und kehrte 1848 nach Italien zurück, woraufhin er zwischen 1848 und 1849 am Ersten Unabhängigkeitskrieg teilnahm. Er absolvierte er ein Studium der Ingenieurwissenschaften und schloss dieses mit einem Laurea in ingegneria. Er fand verschiedene Verwendungen als Artillerieoffizier im Königlichen Heer (Regio Esercito) und nahm auch am Zweiten Unabhängigkeitskrieg (17. April bis 12. Juli 1859) teil, dem sogenannten „Sardinischen Krieg“, der mit einem französisch-sardinischen Sieg endete und zur Einigung Italiens (Risorgimento) führte. Er war auch Teilnehmer am Dritten Unabhängigkeitskrieg (20. Juni bis 12. August 1866) gegen das Kaisertum Österreich, der mit einem italienischen diplomatischen Sieg und dem österreichischen Verlust von Venetien endete. Für seine Verdienste erhielt er am 11. April 1869 das Ritterkreuz des Ordens der Krone von Italien (Ordine della Corona d’Italia) sowie darüber hinaus die Tapferkeitsmedaille in Silber (Medaglia d’argento al valor militare).
Am 29. Dezember 1872 wurde Zanolini für die politische Linke (Sinistra) im Wahlkreis Bologna I erstmals zum Mitglied der Abgeordnetenkammer (Camera dei deputati) gewählt und gehörte dieser nach seinen Wiederwahlen im Wahlkreis Bologna III bei den Wahlen am 15. November 1874, 5. November 1876, 28. Juli 1878, 29. Oktober 1882, 26. August 1884, 23. Mai 1886 sowie 23. November 1890 von der elften bis zur siebzehnten Legislaturperiode am 10. Oktober 1892 an, wobei er ab dem 29. Oktober 1882 wieder den Wahlkreis Bologna I vertrat. Während dieser Zeit wurde er zum Oberstleutnant (Tenente colonello) befördert und wurde am 1. Januar 1876 Mitglied des Komitees für Artillerie und Pioniere (Comitato per l’Arma di artiglieria e genio). Am 31. Mai 1877 erhielt er das Ritterkreuz des Ordens der Heiligen Mauritius und Lazarus (Ordine dei SS. Maurizio e Lazzaro) und übernahm am 23. Juni 1881 den Posten als Artillerie-Direktor der Waffenfabrik von Terni. Am 19. Juli 1883 erfolgte seine Beförderung zum Oberst (Colonello), am 31. Dezember 1884 die Verleihung des Offizierskreuzes des Ordens der Krone von Italien später der 1883 gestifteten Gedenkmedaille zur Einheit Italiens (Medaglia commemorativa dell’Unità d'Italia). Mit seinem Eintritt in den Ruhestand am 8. Dezember 1892 wurde er zum Generalmajor der Reserve (Maggiore generale nella riserva) sowie zum Kommandeur des Ordens der Krone von Italien ernannt.
Aufgrund seiner Zugehörigkeit zur Abgeordnetenkammer für drei Legislaturperioden wurde Cesare Zanolini am 10. Oktober 1892 zum Mitglied des Senats (Senato del Regno) ernannt, dem er nach Ablegung des Eides am 23. November 1892 vom 29. November 1892 bis zu seinem Tode am 30. Juli 1902 angehörte. Zuletzt war er im Senat zwischen dem 17. April 1899 und seinem Tode am 30. Juli 1902 Mitglied der Petitionskommission (Commissione per le petizioni). Er war mit Maria Macchiavelli verheiratet und ein Onkel des Politikers.